# علی‌آباد سفلی (قائنات)
علی‌آباد سفلی روستایی در دهستان قائن بخش مرکزی شهرستان قائنات استان خراسان جنوبی ایران است. بر پایه سرشماری عمومی نفوس و مسکن در سال ۱۳۹۰ جمعیت این روستا ۱۷۱ نفر (در ۵۷ خانوار) بوده‌است.